# Mohamad Sylla
Mohamad „Mo“ Sylla (* 1. Dezember 1993 in Ivry-sur-Seine) ist ein französischer Fußballspieler. Der defensive Mittelfeldspieler steht beim FC Livingston in der Scottish Premiership unter Vertrag.

## Karriere
Mohamad Sylla wurde in Ivry-sur-Seine, in unmittelbarer Nähe der französischen Hauptstadt Paris geboren. Seine Karriere im Herrenbereich begann Sylla bei Entente Sannois Saint-Gratien etwa 15 Kilometer nordwestlich von Paris. In der Saison 2013/14 debütierte er in der ersten Mannschaft in einem Ligaspiel der National 2. Sylla kam in den folgenden Jahren regelmäßig für den Verein zum Einsatz und stieg am Ende der Saison 2016/17 in die National 1 auf. Im Januar 2019 wurde der 25-jährige Sylla vom englischen Viertligisten Oldham Athletic verpflichtet, bei dem er einen Vertrag bis Juli 2020 unterschrieb. Sein Debüt gab Sylla am 12. Januar 2019 in einem Ligaspiel gegen die Forest Green Rovers (0:0) als er in der Startelf stand. Bis zum Ende der Saison 2018/19 kam er in vierzehn weiteren Ligaspielen zum Einsatz. In der folgenden Spielzeit wurde Sylla 30 Mal eingesetzt und erzielte ein Tor, als er beim 2:1-Auswärtssieg gegen Morecambe zum Sieg traf. Nachdem sein Vertrag in Oldham ausgelaufen war, wechselte Sylla zurück nach Frankreich und unterschrieb beim Drittligisten Stade Laval. Nach einer Saison kehrte Sylla zurück nach England, als er zu Aldershot Town in die National League wechselte. Bei seinem Debüt erzielte Sylla bei einer 1:2-Auswärtsniederlage gegen Barnet ein Tor. In der Saison 2021/22 bestritt Sylla 30 Ligaspiele für Aldershot und erzielte dabei zwei Tore. Darüber hinaus gewann er auch die Auszeichnung „Spieler des Jahres“ des Vereins. Am 4. August 2022 unterzeichnete Sylla einen Einjahresvertrag beim Viertligisten Hartlepool United.
Im August 2023 schloss sich Sylla mit einem Zweijahresvertrag dem schottischen Erstligisten FC Dundee an. Sein Debüt gab er zwei Tage später als Einwechselspieler bei einem Ligasieg gegen Heart of Midlothian. In seiner ersten Saison in Schottland absolvierte Sylla 24 Ligaspiele unter Tony Docherty. Am 28. September 2024 brach Sylla während der Halbzeitpause eines Ligaspiels gegen den FC Aberdeen aufgrund eines anaphylaktischen Schocks zusammen und wurde in ein Krankenhaus gebracht, wo er wieder ansprechbar war und in den folgenden Tagen entlassen wurde. Im folgenden Spiel gegen Kilmarnock stand Sylla in der Startelf, wurde jedoch in der ersten Halbzeit aufgrund einer umstrittenen zweiten Gelben Karte vom Platz gestellt.
Im Juni 2025 wechselte Sylla zum FC Livingston.